# Guniw Tools
 (juillet 2011).
Si vous disposez d'ouvrages ou d'articles de référence ou si vous connaissez des sites web de qualité traitant du thème abordé ici, merci de compléter l'article en donnant les références utiles à sa vérifiabilité et en les liant à la section « Notes et références ».
Guniw Tools (グニュウ・ツール, Gunyuu Tuuru) est un groupe de rock japonais, originaire d'Hokkaidō.

## Biographie
En 1990, Tomo Furukawa (FULL), un ancien étudiant en arts élabore un projet visuel : Guniw à l'image de l'univers très spécial dans lequel il vit. Il est rejoint par le bassiste Jake et le projet se concrétise et prend alors son nom définitif : Guniw Tools. 
À ses débuts, le groupe évolue dans un univers très particulier (comme le clip de Fancy Pink le montre), à la fois joyeux et étrange. D'ailleurs, les paroles sont assez simples, tout en étant bizarres de par leur naïveté; on est loin de certains groupes morbides et trashs de visual kei. Les thèmes font penser à des contes européens, et il est presque évident que FULL aurait aimé être un prince de conte de fées. Sa voix contribue à cette fraîcheur : elle est douce et agréable à l'oreille. Asaki, guitariste, rejoint très rapidement le groupe en membre de session, puis, comme il est très vite adoré des fans et qu'il s'entend très bien avec le duo, est engagé officiellement. Grâce à leur univers si particulier, aux costumes bizarres de FULL (amoureux des chapeaux notamment) et à la musique de Jake et d'Asaki, Guniw Tools acquiert rapidement un bon noyau de fans. En avril 1994, ils signent chez Victor Records, mais ce n'est qu'en février 1996 que leur première vidéo sort : Guniw Tools 1992 – 1994.
Leur premier album, Niwlun sort dans la foulée, en avril 1996, suivi de l'excellent single Fancy Pink en octobre. En janvier 1997 sort leur second opus, Other Goose. Le célèbre livre de limericks anglais Les contes de la mère l'oie se nomme en anglais Mother Goose). En août sort le mini album Sparky. Mais le mois suivant Jake quitte le groupe pour « mésentente musicale ». À partir de ce moment-là, le groupe qui était jusqu'alors très orienté guitare au niveau musical, change et devient bien plus « électro », tout en restant rock. On peut très bien s'en apercevoir avec DADA, le premier single sorti après le départ de Jake. Le groupe, devenu très productif sort deux albums durant l'année 1998, Live Sparky en mars et Dazzle en août. Les singles s'enchaînent et en octobre 1999 sort l'album Fickle Boon. Un seul maxi single sort en 2000, c’est Cullucoo Vision, et novembre voit sortir un best-of en deux CD : Guniw 2000Ls Best, et le mois suivant le DVD W Singles. 
2000 est l'année noire pour les fans, puisque Guniw Tools annoncent lors d'un concert qu'ils « interrompent leurs activités pour réaliser des carrières solo pour une période de deux ans ». L'une des raisons qui avait été avancée par les fans était qu'ils aient eu des problèmes avec leur label « Victor », et qu'une période de deux ans permettrait de les dégager de leur contrat, mais finalement le groupe a résigné leur contrat un peu plus tard. Cependant, FULL a dit, lors d'une émission radio, qu'il lui serait difficile de revenir à GT maintenant qu'il avait Nookicky, même si le groupe n'était autre qu'un GT avec un autre nom. Il a aussi dit qu'il aimerait GT avec les membres de départ. Le groupe créé par FULL après la « pause » de Guniw Tools, Nookicky apparaît pour beaucoup comme une suite fidèle aux travaux de Guniw Tools, et se rapproche plus de la musique faite lorsque Jake était encore là.
Le groupe se reforme en 2014.

## Discographie

### Albums studio
- 1996 : Niwlun (78e de l'Oricon[3])
- 1997 : Sparky (48e[3])
- 1997 : Other Goose (45e[3])
- 1998 - Dazzle
- 1998 : Live Sparky
- 1999 : Fickle Boon
- 2000 : Guniw 2000 Ls Best

### Singles et EP
- 1997 : Yomogi no kokoro 「ヨモギの心」 (49e)[3]
- 1997 : Dada (44e)[3]
- 1998 : Hush and Cool (92e)[3]
- 1999 : Shinchuuran 「真鍮卵」 (67e)[3]
- 1999 : Green Carnival[3]
- 1999 : Fancy Pink (60e)[3]
- 2000 : Cullucoo Vision (73e)[3]

### DVD et VHS
- 1996 - VV Fancy Pink (VHS - pvs)
- 1996 - VV Niwlun (VHS - pvs)
- 1996 - Video Guniw Tools 1992-1994 (VHS - pvs)
- 1997 - VV Other Goose (VHS - pvs)
- 1998 - VV Hush and cool (VHS - pvs)
- 1998 - VV Live Sparky live concert (VHS - concert)
- 1998 - VV Dada (VHS - pvs)
- 1999 - VV Dazzle (VHS - pvs)
- 2000 - VV Singles (VHS - pvs)
- 2003 - Guniw Value Set (DVD - box)